# Antrophyum annetii
Espèce
Antrophyum annetii (Jeanp.) Tard., connue également sous le nom de Antrophyum subsessile var. annetii, est une espèce de plantes de la famille des Pteridaceae et du genre Antrophyum, endémique du Cameroun. 

## Étymologie
Son épithète spécifique annetii rend hommage au botaniste français Émile Annet.

## Description
C'est une fougère herbacée à rhizome court.

## Distribution
Relativement rare, endémique, elle a été observée au Cameroun sur deux sites, l'un dans la Région du Sud-Ouest (monts Bakossi), l'autre dans la Région du Sud (Lolodorf, mont Fide).
Elle était inscrite sur la liste rouge de l'UICN en 1997, mais le premier site se trouve aujourd'hui dans l'enceinte du parc national de Bakossi, créé en 2008.